# Pollenia ospedaliana
Pollenia ospedaliana este o specie de muște din genul Pollenia, familia Calliphoridae, descrisă de Andy Z. Lehrer în anul 2007. Conform Catalogue of Life specia Pollenia ospedaliana nu are subspecii cunoscute.